# Виліт затримується
«Виліт затримується» (рос. «Вылет задерживается») — радянський художній фільм кінорежисера  Леоніда Марягіна, знятий в 1974 році за мотивами п'єси Віри Панової «Скільки літ, скільки зим!». У 1975 році фільм отримав приз «Срібна німфа» за жіночу роль (Тетяни Лаврової) на Міжнародному фестивалі телефільмів у Монте-Карло.

## Сюжет
В аеропорту туман. Нельотна погода по-різному впливає на людей. Для когось ця вимушена затримка — привід заспокоїтися і задуматися про своє життя, для когось — нервування; для літніх людей — можливість побурчати про нинішню молодь, а для самої молоді — пофліртувати без зобов'язань з незнайомими людьми. Але зустрічаються двоє, для кого ця незапланована зупинка в житті — можливість повернутися на двадцять років назад, в їх військове минуле.
Вони познайомилися під кінець війни. Офіцер-розвідник Сергій Бакченін, що пройшов вогонь і воду, і військова перекладачка Ольга Шеметова. Вона нещаслива в шлюбі, він втратив у блокадному Ленінграді всю сім'ю. Однополчани, щиро радіючи їх роману, влаштовують імпровізоване фронтове весілля. Скоро демобілізація, і закохана Ольга будує плани, як забере дочку Нюшу від нелюбого чоловіка і переїде до Ленінграда до Сергія. Однак її чекає інша доля.
Сергій вирішує залишити Ольгу. Він збирається продовжити навчання, і життя втрьох на одну стипендію не входить в його наміри. Вони розлучаються.
І ось, в аеропорту, настав час підбивання підсумків. Ольга, як і раніше, одружена, народила другу доньку, викладає у вищому навчальному закладі німецьку мову, летить з батьками і дочками в Новосибірськ на день народження чоловіка до нього в Академмістечко. Сергій став ученим, об'їздив весь світ, був ще двічі невдало одружений, виплачує аліменти двом дітям, яких практично не бачить.
Болісно даються Ользі спогади про її коротке фронтове щастя. Багато років носила вона в собі гіркоту цього розставання, і зараз стримує спроби Сергія оживити її пам'ять.
Цей контраст — холодний розрахунок і гра з одного боку, ніжність і наївність з іншого — показаний у фільмі, як константа, що постійно супроводжує стосунки людей в цьому світі. Далеко не завжди люди можуть подивитися на себе з боку і зрозуміти тих, хто їх оточує. Цю ж думку висловлюють у фільмі другорядні сюжетні лінії — відносини сестер Шеметових, гра, затіяна нудьгуючою Оленою з простакуватим Толею Колосьонком, історія офіціантки в ресторані, конфлікт двох колишніх друзів, а тепер — підлеглого (пасажира Ліневського) і його начальника.
Туман розсіюється… за склом зали очікування і в душах людей. Зустрічі, розмови, біль, надії — все йде. На прощання Ольга знайомить Сергія з дочками. Тільки тепер розуміє Сергій, що Олена, про яку він нічого не знав та й навряд чи дізнається в майбутньому — його розплата за егоїзм і зрадництво. Оголошується посадка на рейс, і всі розлучаються, не обмінявшись адресами.

## У ролях
- Тетяна Лаврова —  Шеметова Ольга Василівна, військова перекладачка
- Володимир Заманський —  Бакченін Сергій Петрович, офіцер-розвідник
- Світлана Крючкова —  Анна Дмитрівна Шеметова (Нюша), старша дочка
- Євгенія Симонова —  Олена Дмитрівна Шеметова (Олена), молодша дочка
- Віктор Іллічов —  Анатолій Колосьонок
- Олена Кузьміна —  бабуся
- Євген Тетерін —  дідусь
- Олександр Вокач —  Ліневський — пасажир, що летить в Одесу , а також епізод —  начальник Ліневський
- Віктор Уральський —  кіоскер
- Володимир Маренков —  Ареф'єв
- Наталія Четверикова —  Люся, офіціантка
- Клавдія Хабарова —  Тамара, барвумен в ресторані
- Юрій Кірєєв — епізод
- Володимир Протасенко — епізод (в титрах не вказаний)

## Знімальна група
- Автор сценарію —  Дмитро Васіліу
- Режисер —  Леонід Марягін
- Оператор —  Володимир Чухнов
- Художник —  Василь Щербак
- Композитор —  Ян Френкель